# Liste der Monuments historiques in Beine-Nauroy
Die Liste der Monuments historiques in Beine-Nauroy führt die Monuments historiques in der französischen Gemeinde Beine-Nauroy auf.

## Liste der Immobilien
| Bezeichnung       | Beschreibung           | Standort                         | Kennzeichnung | Schutzstatus | Datum | Bild           |
| ----------------- | ---------------------- | -------------------------------- | ------------- | ------------ | ----- | -------------- |
| Kirche St-Laurent | ab dem 12. Jahrhundert | Beine, place de la Mairie (Lage) | PA00078587    | Classé       | 1921  | weitere Bilder |

## Liste der Objekte
| Bezeichnung                      | Beschreibung                                                    | Standort                                      | Kennzeichnung | Schutzstatus    | Datum  | Bild |
| -------------------------------- | --------------------------------------------------------------- | --------------------------------------------- | ------------- | --------------- | ------ | ---- |
| Kirchenfenster Heilige Katharina | aus dem 16. Jahrhundert; während des Ersten Weltkriegs zerstört | Beine, in der Kirche St-Laurent (Lage)        | PM51001328    | Classé gelöscht | ? 1942 |      |
| Skulptur Christus in der Rast    | Kalkstein, farbig gefasst, 17. Jahrhundert                      | Beine, in der Kirche St-Laurent (Lage)        | PM51001807    | Inscrit         | 1977   |      |
| Taufbecken                       | Stein, 12. Jahrhundert                                          | Beine, in der Kirche St-Laurent (Lage)        | PM51000080    | Classé          | 1905   |      |
| Glocke                           | 1611 gegossen; während des Ersten Weltkriegs zerstört           | Nauroy, in der Kirche St-Jean-Baptiste (Lage) | PM51001529    | Classé gelöscht | ? 1942 |      |
| Kirchenfenster                   | aus dem 16. Jahrhundert; während des Ersten Weltkriegs zerstört | Nauroy, in der Kirche St-Jean-Baptiste (Lage) | PM51001528    | Classé gelöscht | ? 1942 |      |